# Лозумирская, Жанна Евгеньевна
Жанна Евгеньевна Лозумирская (укр. Жанна Євгенівна Лозумирська; род. 25 января 1981, Киев) — украинская пловчиха, специалистка по плаванию баттерфляем и вольным стилем. Выступала на международном уровне за сборную Украины в конце 1990-х — начале 2000-х годов, победительница и призёрка первенств национального значения, участница летних Олимпийских игр в Сиднее.

## Биография
Жанна Лозумирская родилась 25 января 1981 года в городе Киеве Украинской ССР.
Дебютировала на взрослом международном уровне в сезоне 1998 года, когда вошла в основной состав украинской национальной сборной и побывала на чемпионате Европы на короткой воде в Шеффилде, где в женском плавании на 800 метров вольным стилем заняла итоговое 12 место.
В 2000 году выступила на чемпионате Европы по водным видам спорта в Хельсинки и благодаря череде удачных выступлений удостоилась права защищать честь страны на летних Олимпийских играх в Сиднее. В плавании на 200 метров баттерфляем показала в предварительном заплыве время 2:14,47 и не смогла пройти в полуфинальную стадию, расположившись в итоговом протоколе соревнований на 24 строке. В программе эстафеты 4×200 метров вольным стилем стартовала совместно с Алёной Лапуновой, Надеждой Бешевли и Альбиной Бордуновой, однако в квалификационном заплыве украинки были дисквалифицированы и не показали никакого результата.
За выдающиеся спортивные достижения Жанна Лозумирская удостоена почётного звания «Мастер спорта Украины международного класса».
После завершения спортивной карьеры занималась тренерской деятельностью. Работала тренером по плаванию в киевском бассейне ЦСКА.